# Pleun van Leenen
Pleun van Leenen (ur. 2 stycznia 1901 w Rotterdamie, zm. 27 stycznia 1982 tamże) – holenderski lekkoatleta, długodystansowiec.
Podczas igrzysk olimpijskich w 1928 w Amsterdamie zajął 55. miejsce w maratonie z czasem 3:14:37.
Był mistrzem Holandii w maratonie w 1933, 1934 i 1938.